# 波塞申島
46°24′S 51°46′E / 46.400°S 51.767°E

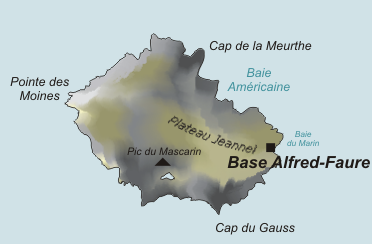
波塞申島

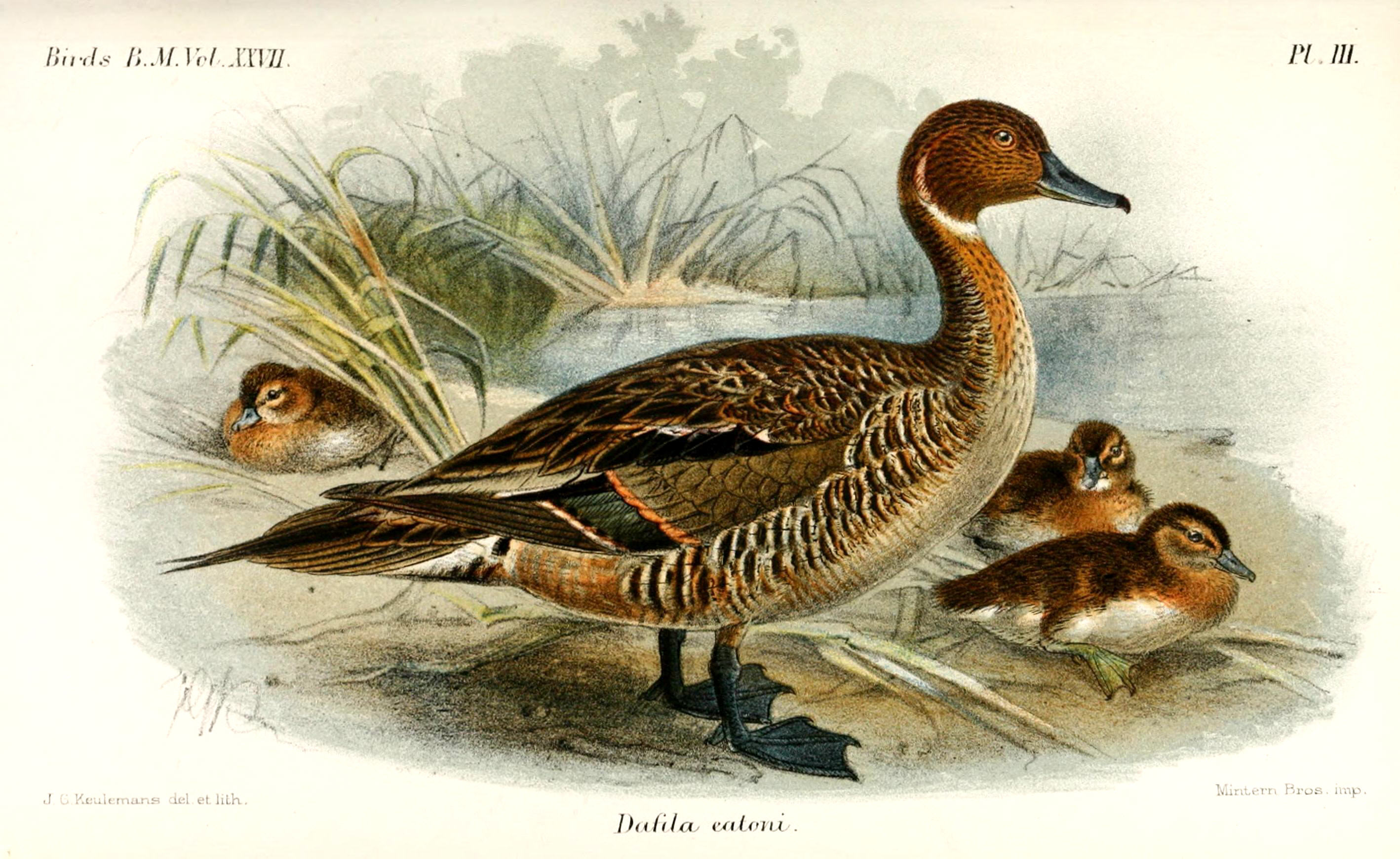

波塞申島（法語：Île de la Possession）是法屬南部領地的島嶼，位於印度洋南部，屬於克羅澤群島的一部分，長19公里、寬14公里，面積150平方公里，最高點海拔高度934米。